# Lyciella mihalyii
Lyciella mihalyii är en tvåvingeart som beskrevs av Papp 1978. Lyciella mihalyii ingår i släktet Lyciella, och familjen lövflugor. Arten är reproducerande i Sverige.